# Орање
Орање (од африканског/холандског: Oranjerivier) највећа је река у Јужноафричкој Републици. Извире у планинама Дракенсберг близу границе са Лесотом. У Лесоту реку зову Сенку. У доњем току представља границу између Јужноафричке Републике и Намибије. Дугачка је 2.200 km. Улива се у Атлантски океан. Највећа притока јој је река Вал. Европљани су открили реку 1760. године.
Након извора на висоравни Лесото, свега 200 km до Индијског океана, река тече у правцу запада према Атлантском океану око 2092 km, кроз јужноафричке саване све до ушћа у Атлантски океан у заливу Александар. Њен ток у горњем делу означава источну границу јужноафричке провинције Фри Стејт, а у доњем делу јужну границу пустиње Калахари и границу између Намибије и Јужне Африке.
Река Орање заједно са главном притоком реком Вал, има слив који обухвата површину од најмање 855 000 2. Западни део њеног слива је већим делом сува равница, у којој се ништа не може узгајати без наводњавања. Река Орање има витално економско значење за регије кроз које протиче. Два велика иригациона пројекта; Пројект река Орање и Пројект висораван Лесото, који су у различитим фазама реализације, осмишљени су како би се задовољиле потребе за водом за наводњавање, опскрбу становништва и економски развој у средишњим индустријским подручјима Јужне Африке.
Река је именована Орање у паст холандске владајуће фамилије, the Династијe Орање-Насау, по предлогу холандског истраживача Роберта Јакоба Гордона. Друга имена укључују једноставно реч за реку, у коекоеговабској ортографији написана као !Гариб, што се на африкансу приказује као Гариеп река са применом веларног фрикатива уместо алвеоларног клика, река Грут (изведено из Kai !Garib) или река Сенку (користи се у Лесоту), изведена из ǂNū са значењем „црна”.

## Географске карактеристике
Река Орање извире на надморској висини од око 3.300 m, као река Сенqу на источним обронцима планине Дракенсберг поред границе Лесото - Јужноафричка Република. На свом току кроз вулканско тло Лесота, река накупља велике количине муља, који остају у води све до њеног ушћа.
Након уласка у Јужноафричку републику југозападно од Лесота, река тече у правцу југозапада кроз отворенији простор, у брдовитом крају преко кречњачких и седиментних стена. Поред града Аливал Норт река је издубила котлину, широку око 48 km и дубоку око 305 m. Корито реке јако варира и по ширини и дубини због долеритних стена које га понекад сужују на 914 - 1219 метара. Ту река код бране Гариеп прима притоку Каледон.
Од бране Гариеп, Орање скреће на северозапад где прима своју највећу притоку, реку Вал, која извире у источном Трансвалу. Вал затим тече према западу кроз густо насељен крај који је индустријско језгро Јужне Африке пре окретања на југ и уливања у реку Орање, поред града Даглас. Орање затим скреће према југозападу и тече преко глацијалног депозита глине. Код места Приеска чини још један оштар завој према северозападу, тај завој означава почетак средњег тока реке. Седиментне стене кварцита и жељезита формирају баријере кроз које је река издубла дубоке кањоне. Од места Апингтон река тече према западу, преко гранитног терена. У овом делу река се рачва на безбројне рукавце, између којих су речне аде различите дужине, ту река достиже своју највећу ширину, која на појединим деловима досеже до готово 6 km. Око 64 km низводно од Апингтона, корито се нагло сужава на око 610 метара.
Око 32 км испод града Какамас река Орање, опет тече у неколико рукаваца који се касније обрушавају низ водопаде Ауграбиес. Након стрмоглавог пада у низу брзака река урања у дубок базен, и тече кроз готово окомит кланац дуг око 11 km, да би након тога ушла у равницу. Доњи ток реке, од слапова Ауграбиес до мора, понекад се назива „Предео кланаца”. Тамо где је су површине стена уз корито мекше, корито реке је углавном отворено, али тамо где река пролази кроз чврсте магматске стене, корито је уско између готово окомитих стена које су понекад више од 1.000 m. Река највише кривуда у свом задњем делу поред националног парка Рихтерсвелд пре него што скрене на запад у намибијску обалску пустињу.
Река Орање се улива у Атлантски океан, неколико километара северно од малог залива знаног као залив Александар. Ушће реке је уже од 5 km и скоро затворено пешчаним наносима, које река поруши за време великих поплава.

## Климатске карактеристике
Падавине у базену реке имају директан утицај на водостај реке, у Лесоту, изнад ушћа реке Каледон пада просечно од 700 до 800 mm кише годишње, то у комбинацији с растопљеним зимским снегом са планинских врхова, чини око 60% вода реке Орање. Од Каледона до ушћа Вала количина падавина се смањује на око 279 до 406 mm, а испод ушћа Вала смањује се на просечних 228 mm, до мање од 50 mm у Намибији.
Количина падавинских вода које се сливају у реку, смањује се са око 16% у Лесоту на свега 0,50% у доњем току реке. Потпуно је обрнута ситуација са температуром, која се повећава од истока према према западу, док је број дана са температуром изнад 30 °C, просечно око 5 у Лесоту, на крајњем западу се пење на 150 дана. Због тога се количина испаравања повећава како се река приближава западу.

## Економско значење реке Орање
Горњи ток реке Орање је ненасељен, иако пашњаке уз реку користе домороци из племена Басото за испашу своје стоке. У крају од границе са Лесотом до града Аливал Норт, узгаја се кукуруз, а ливаде се користе за испашу стоке (говеда и овце). Низводно је подручје суве саване, погодне једино за испашу. Ипак се на наводњаваним деловима, којих је највише између града Апингтон и слапова Ауграбиес, затим низводно од бране Боегоеберг (на пола пута између Приеска и Апингтона), узгаја памук, детелина (луцерна), грожђе и датуле. Уз реку нема већих градова, већ само ретких разбацаних фарми. Након иригационог пројекта „Река Орање”, добар део вода из речних акумулација преусмерава се према долинама река Фиш и Сандејс, и према градовима Гебеха (Порт Елизабет), Блумфонтејн и Кимберли.
Река није пловна због свог неправилног тока, великог пада, слапова и брзака, и велике количине муља и песка, који мењају корито реке. Преко реке су изграђени бројни мостови, а највећи је онај код Апингтона.

### Кориштење вода
Велики проблем за кориштење вода реке Орање, биле су огромне количине муља која је река носила, и тако врло брзо затрпала акумулационо језеро испред бране, проблем је решен на брани Боегоеберг која је изграђена 1931. уградњом горње помичне уставе, тако је већи део муља могао проћи и отећи даље низводно.
Са циљем потпуне регулације реке Орање, осмишљен је пројект изградње брана и канала у горњем току реке између река Каледон и Вал. Пројекат је предвиђао изградњу низа брана и канала, радови су започели 1962. До данас су изграђене бране Гариеп (1972. са великим акумулационим језером) и 145 km низводно Ван дер Клуф (1977. са властитим језером) и тунел Гариеп дуг око 80 km (1975), са којим се воде из језера Гариеп преносе до реке Фиш и канал за наводњавање између реке Фиш и реке Сандејс. Пројект још увек није довршен, од 1990. гради се канал Ван дер Клуф за наводњавање терена испод бране Ван дер Клуф.
Те две бране су тако изграђене и опремљене, да се могу носити са великим количинама муља коју доноси река Орање, који се таложи у акумулационим језерима. Због тог оне имају дубоке резервне просторе, а њихове уставе се механички могу подићи ако је потребно, током високог водостаја. Брана Гариеп је централни део овог пројекта. Њена главна функција је акумулација довољних количина воде у језеру за даљњу дистрибуцију преко бране Ван дер Клоф или преко великог тунела река Орање - Фиш. Брана је висока 77 m, а дуга 948 m, акумулационо језеро Гариеп има површину од око 362 2. Брана Ван дер Клуф висока је 107 метара, а дуга 765 m, њено акумулационо језеро има површину од 140 2. Обе бране имају хидроелектране, а на њиховим језерима изграђени су и објекти за рекреацију.
Постоје и пројекти за повећање вода реке Вал, за то би требало изградити неколико брана и акумулација на притоци Вала у Лесоту на реци Сенки и њеним притокама Малибамако и Сенквуњане.

## Истраживање тока
Први белац за ког се зна да је прошао на северну обалу реке (тада зване Грут) у близини ушћа, био је африканерски ловац на слонове Јакобус Коетсе 1760. Касније експедиције уз реку и њен ток у 18. веку водили су африканерски истраживач Хендрик Хоп, холандски официр Роберт Гордон Јакоб, енглески истраживач Вилијам Патерсон и француски истраживач Франсоа ле Вајлант. Они су истраживали реку од средњег тока до ушћа, Гордон је назвао у част холандске краљевске куће Орање. Разни мисионари успоставили су своје мисије северно од реке Орање при крају 18. века. Џон Кампбел из лондонског мисионарског друштва истраживао је ток реке Харт од њеног ушћа у реку Вал све до ушћа у Орање, и даље уз Орање до слапова Ауграбиес 1813. До извора реке Орање први су дошли француски протестантски мисионари Томас Арбоусет и Франсоа Думас 1836.
Током 19. века река Орање била је северна граница докле се протезала британска власт у јужној Африци. Почетком 1830-их, Бури који нису прихватали британску власт, прешли су реку Орање у потрази за земљом и слободом, своју прву републику назвали су по реци, Слободна Држава Орање.